# Petit évangéliaire de Bernward
Le petit évangéliaire de Bernward est une œuvre composite comprenant un manuscrit enluminé du IXe siècle, une reliure de l’an mille et une couverture en matériaux précieux du XIIe siècle. L’ouvrage est conservé au musée de la cathédrale de Hildesheim.

## Description
Le manuscrit comprend 187 folios de parchemin. Les enluminures qu’il contient se rattachent par leur style à l’école franco-saxonne, mais le programme reste modeste avec une décoration extensive uniquement sur quelques pages et seulement quatre grandes initiales enluminés. Le décor est principalement composé d’entrelacs et d’éléments zoomorphiques peints en vert, rouge et jaune.
L’ais arrière fait preuve de moins de modestie : sur le bois est cloué une plaque de cuivre couverte de vernis brun sur lequel se détache en dorure le monogramme de Bernward, qui occupe tout l’espace disponible. C’est toutefois surtout l’ais avant qui se distingue par sa richesse. Au centre se trouve une plaque en ivoire de style byzantin représentant une crucifixion. Elle est entourée d’une large bande alternant des plaques peintes de saints et d’évangélistes, dont la surface est protégée par une mince couche de corne translucide, et des plaques de cuivre doré ornées de cabochons en cristal de roche. Ces derniers sont eux-mêmes posés en alternance sur un fond coloré en rouge ou en bleu donnant l’impression qu’il s’agit de rubis et de saphir.

## Historique
L’évangéliaire est composé plusieurs éléments de période et provenance distincte. Le plus ancien est le manuscrit, qui, d’après son style apparenté à l’école franco-saxonne, a été produit en France du nord-ouest dans le dernier tiers du IXe siècle. Soit il a été directement produit pour l’export, soit il a été acquis peu de temps après pour le trésor de la cathédrale de Hildesheim. Une telle acquisition n’a rien d’exceptionnel, ces manuscrits étant très prisés dans les milieux ottoniens,et en particulier dans les alentours de Hildesheim, où se trouvent plusieurs autres exemplaires.
Vers l’an mille, l’évêque de Hildesheim Bernward dote l’ouvrage d’une nouvelle reliure : de cette période date l’ais arrière, ainsi que probablement la base de l’ais avant et sa plaque d’ivoire. Celle-ci date du milieu du Xe siècle et provient d’un atelier byzantin, pays avec lequel Bernward était familier du fait de ses relations avec l’empereur Otton III, dont l’épouse est une princesse byzantine.
Enfin, l’ais avant est repris dans la seconde moitié du XIIe siècle pour le doter de son décor précieux. Cette amélioration a très probablement été faite à la suite de la canonisation de Bernward, afin de valoriser davantage cet objet ayant appartenu au nouveau saint.